# Hoya kastbergii
Hoya kastbergii är en oleanderväxtart som beskrevs av Kloppenb.. Hoya kastbergii ingår i släktet Hoya och familjen oleanderväxter. Inga underarter finns listade i Catalogue of Life.